# Tony Snell
Pour les articles homonymes, voir Snell.
Tony Rena Snell Jr., né le 10 novembre 1991 dans le quartier de Watts à Los Angeles en Californie, est un joueur américain de basket-ball. Il mesure 1,98 m, et évolue aux postes d'arrière et d'ailier.

## Biographie

### Carrière universitaire
Entre 2010 et 2013, il joue pour les Lobos du Nouveau-Mexique à l'Université du Nouveau-Mexique.

### Carrière professionnelle

#### Bulls de Chicago (2013-2016)
Le 27 juin 2013, il est sélectionné à la 20e position de la draft 2013 de la NBA.
Le 10 juillet 2013, il signe son premier contrat avec les Bulls.
Le 27 octobre 2014, les Bulls exercent leur option d'équipe sur le contrat de Snell, le prolongeant jusqu'en juin 2016.
Le 30 octobre 2015, les Bulls exercent leur option d'équipe sur le contrat de Snell, le prolongeant jusqu'en juin 2017.

#### Bucks de Milwaukee (2016-2019)
En octobre 2016, Tony Snell est échangé contre Michael Carter-Williams et part jouer aux Bucks de Milwaukee. Le 24 février 2017, il dispute un match avec des statistiques vierges aux points, rebonds et passes décisives en 28 minutes de jeu.
le 1er juillet 2017, il devient agent libre. Le 31 juillet 2017, il signe un nouveau contrat de 46 millions de dollars sur quatre ans avec les Bucks.
Lors de la saison 2017-2018 il devient un élément clé des Bucks en apportant 7,2 points par match et un tir à 3 points fiable permettant de combler les lacunes des Bucks. Le 23 mars 2018, il réalise son meilleur match de la saison avec 18 points dans la victoire 118 à 105 contre les Bulls de Chicago.

#### Pistons de Détroit (2019-2020)
Le 19 juin 2019, il est transféré aux Pistons de Détroit en échange de Jon Leuer.
Le 6 novembre 2019, il dispute un match parfait contre les Knicks de New York avec 24 points sans manquer un seul panier (9 sur 9 aux tirs dont 6 sur 6 à trois points).

#### Hawks d'Atlanta (2020-2021)
Le 19 novembre 2020, il est envoyé aux Hawks d'Atlanta avec Khyri Thomas en échange de Dewayne Dedmon.

#### Trail Blazers de Portland (2021-2022)
Agent libre à l'été 2021, Tony Snell signe pour un an avec les Trail Blazers de Portland.

#### Pelicans de La Nouvelle-Orléans (2022)
En février 2022, Tony Snell, C.J. McCollum et Larry Nance Jr. sont transférés vers les Pelicans de La Nouvelle-Orléans en échange de Josh Hart, Nickeil Alexander-Walker, Tomáš Satoranský, Didi Louzada, un premier, et deux seconds tour de draft.

## Palmarès
- Third-team All-MWC (2013)
- MWC Tournament MVP (2013)

## Statistiques

### Universitaires
| Saison    | Équipe          | Matchs | Titul. | Min./m | % Tir | % 3pts | % LF | Rbds/m. | Pass/m. | Int/m. | Ctr/m. | Pts/m. |
| --------- | --------------- | ------ | ------ | ------ | ----- | ------ | ---- | ------- | ------- | ------ | ------ | ------ |
| 2010-2011 | Nouveau-Mexique | 34     | 7      | 17,5   | 36,4  | 34,5   | 73,5 | 1,91    | 0,88    | 0,18   | 0,18   | 4,35   |
| 2011-2012 | Nouveau-Mexique | 35     | 34     | 25,6   | 44,8  | 38,7   | 83,1 | 2,69    | 2,34    | 0,51   | 0,37   | 10,46  |
| 2012-2013 | Nouveau-Mexique | 35     | 35     | 31,2   | 42,2  | 39,0   | 84,3 | 2,63    | 2,89    | 0,83   | 0,49   | 12,51  |
| Carrière  | Carrière        | 104    | 76     | 24,8   | 42,1  | 38,0   | 82,1 | 2,41    | 2,05    | 0,51   | 0,35   | 9,15   |

### Professionnelles

#### Saison régulière
| Saison    | Équipe              | Matchs | Titul. | Min./m | % Tir | % 3pts | % LF  | Rbds/m. | Pass/m. | Int/m. | Ctr/m. | Pts/m. |
| --------- | ------------------- | ------ | ------ | ------ | ----- | ------ | ----- | ------- | ------- | ------ | ------ | ------ |
| 2013-2014 | Chicago             | 77     | 12     | 16,0   | 38,4  | 32,0   | 75,6  | 1,61    | 0,88    | 0,38   | 0,19   | 4,49   |
| 2014-2015 | Chicago             | 72     | 22     | 19,6   | 42,9  | 37,1   | 80,0  | 2,4     | 0,86    | 0,44   | 0,15   | 6,04   |
| 2015-2016 | Chicago             | 64     | 33     | 20,3   | 37,2  | 36,1   | 90,9  | 3,11    | 0,98    | 0,25   | 0,27   | 5,28   |
| 2016-2017 | Milwaukee           | 80     | 80     | 29,2   | 45,5  | 40,6   | 81,0  | 3,10    | 1,20    | 0,69   | 0,17   | 8,54   |
| 2017-2018 | Milwaukee           | 75     | 59     | 27,4   | 43,5  | 40,3   | 79,2  | 1,88    | 1,31    | 0,63   | 0,37   | 6,88   |
| 2018-2019 | Milwaukee           | 74     | 12     | 17,6   | 45,2  | 39,7   | 88,1  | 2,12    | 0,92    | 0,35   | 0,24   | 6,00   |
| 2019-2020 | Détroit             | 59     | 57     | 27,8   | 44,5  | 40,2   | 100,0 | 1,88    | 2,15    | 0,54   | 0,25   | 8,03   |
| 2020-2021 | Atlanta             | 47     | 23     | 21,1   | 51,5  | 56,9   | 100,0 | 2,38    | 1,26    | 0,28   | 0,23   | 5,30   |
| 2021-2022 | Portland            | 38     | 10     | 14,4   | 37,1  | 32,0   | 100,0 | 1,90    | 0,50    | 0,20   | 0,20   | 2,60   |
| 2021-2022 | La Nouvelle-Orléans | 15     | 2      | 18,5   | 44,6  | 39,6   | 100,0 | 2,10    | 0,50    | 0,50   | 0,10   | 5,90   |
| Carrière  | Carrière            | 601    | 310    | 21,8   | 43,1  | 39,4   | 84,6  | 2,31    | 1,17    | 0,46   | 0,24   | 6,10   |

#### Playoffs
| Saison   | Équipe    | Matchs | Titul. | Min./m | % Tir | % 3pts | % LF  | Rbds/m. | Pass/m. | Int/m. | Ctr/m. | Pts/m. |
| -------- | --------- | ------ | ------ | ------ | ----- | ------ | ----- | ------- | ------- | ------ | ------ | ------ |
| 2014     | Chicago   | 5      | 0      | 9,3    | 22,2  | 0,0    | 0,0   | 1,20    | 0,40    | 0,20   | 0,20   | 0,80   |
| 2015     | Chicago   | 11     | 0      | 12,7   | 34,1  | 33,3   | 100,0 | 1,55    | 0,55    | 0,00   | 0,27   | 3,91   |
| 2017     | Milwaukee | 6      | 6      | 30,8   | 50,0  | 51,6   | 0,0   | 2,33    | 1,50    | 0,17   | 0,17   | 10,00  |
| 2018     | Milwaukee | 7      | 2      | 19,1   | 29,2  | 23,8   | 0,0   | 1,86    | 0,57    | 0,43   | 0,57   | 2,71   |
| 2019     | Milwaukee | 9      | 0      | 3,2    | 33,3  | 50,0   | 0,0   | 0,22    | 0,00    | 0,11   | 0,11   | 0,56   |
| 2021     | Atlanta   | 9      | 0      | 7,3    | 12,5  | 9,1    | 0,0   | 0,56    | 0,22    | 0,22   | 0,11   | 0,56   |
| Carrière | Carrière  | 47     | 8      | 12,7   | 35,0  | 33,0   | 100,0 | 1,21    | 0,49    | 0,17   | 0,23   | 2,89   |

## Records sur une rencontre en NBA
Les records personnels de Tony Snell en NBA sont les suivants, :
| Type de statistique        | Saison régulière | Saison régulière          | Saison régulière | Playoffs | Playoffs               | Playoffs      |
| Type de statistique        | Record           | Adversaire                | Date             | Record   | Adversaire             | Date          |
| -------------------------- | ---------------- | ------------------------- | ---------------- | -------- | ---------------------- | ------------- |
| Points                     | 26               | @ Hornets de Charlotte    | 28 mars 2017     | 19       | Raptors de Toronto     | 22 avril 2017 |
| Paniers marqués            | 10               | @ Hornets de Charlotte    | 28 mars 2017     | 7        | Raptors de Toronto     | 22 avril 2017 |
| Paniers tentés             | 15               | @ Thunder d'Oklahoma City | 19 décembre 2013 | 12       | Raptors de Toronto     | 22 avril 2017 |
| Paniers à 3 points réussis | 6                | 2 fois                    | 2 fois           | 5        | Raptors de Toronto     | 22 avril 2017 |
| Paniers à 3 points tentés  | 11               | 2 fois                    | 2 fois           | 10       | Raptors de Toronto     | 22 avril 2017 |
| Lancers francs réussis     | 7                | Pistons de Détroit        | 5 décembre 2018  | 2        | 2 fois                 | 2 fois        |
| Lancers francs tentés      | 7                | 2 fois                    | 2 fois           | 2        | 2 fois                 | 2 fois        |
| Rebonds offensifs          | 4                | Warriors de Golden State  | 7 décembre 2018  | 1        | 5 fois                 | 5 fois        |
| Rebonds défensifs          | 9                | 2 fois                    | 2 fois           | 4        | Cavaliers de Cleveland | 10 mai 2015   |
| Rebonds totaux             | 11               | 76ers de Philadelphie     | 14 décembre 2015 | 4        | 3 fois                 | 3 fois        |
| Passes décisives           | 7                | @ Nuggets de Denver       | 25 février 2020  | 3        | 2 fois                 | 2 fois        |
| Interceptions              | 4                | @ Wizards de Washington   | 9 janvier 2015   | 1        | 8 fois                 | 8 fois        |
| Contres                    | 3                | @ Hawks d'Atlanta         | 18 janvier 2020  | 2        | Bucks de Milwaukee     | 18 avril 2015 |
| Balles perdues             | 7                | @ 76ers de Philadelphie   | 11 mars 2015     | 2        | 2 fois                 | 2 fois        |
| Minutes jouées             | 45               | @ 76ers de Philadelphie   | 11 mars 2015     | 38       | Raptors de Toronto     | 22 avril 2017 |

- Double-double : 3
- Triple-double : 0

Dernière mise à jour : 14 août 2022

## Salaires
| Année       | Équipe              | Salaire      |
| ----------- | ------------------- | ------------ |
| 2013-2014   | Chicago             | 1 409 040 $  |
| 2014-2015   | Chicago             | 1 472 400 $  |
| 2015-2016   | Chicago             | 1 535 880 $  |
| 2016-2017   | Milwaukee           | 2 368 327 $  |
| 2017-2018   | Milwaukee           | 9 821 429 $  |
| 2018-2019   | Milwaukee           | 10 607 143 $ |
| 2019-2020   | Détroit             | 11 392 857 $ |
| 2020-2021   | Atlanta             | 12 178 571 $ |
| 2021-2022   | La Nouvelle-Orléans | 2 389 641 $  |
| Total Gains | Total Gains         | 53 175 288 $ |

.